# Дин, Эстер
Эстер Ринэй Дин (англ. Ester Renay Dean; род. 15 апреля 1986, Маскоги, Оклахома, США) — американская певица, автор песен, рэпер и музыкальный продюсер.

## Биография

### 1986—2010: Ранняя жизнь и начало карьеры
Эстер Дин родилась 15 апреля 1986 года в Маскоги, штат Оклахома, но жила в Талсе, штат Оклахома, затем она переехала в Омаху, штат Небраска. После окончания Omaha North High School в 2001 году, она переехала в Атланту, штат Джорджия, прежде чем переехать в Лос-Анджелес, штат Калифорния.

## Имидж

### Стиль написания песен
В 2012 году, в статье The New Yorker, Дин описала свой предпочтительный способ написания песен: «Я иду в кабинку и я кричу и я пою и я кричу, и иногда это слова, но большую часть времени нет… и я просто вижу, когда я получаю эту маленькую дрожь [на предплечье, ниже плеча] и тогда я говорю что-то наподобие „Да, это зацепка“.»

## Дискография

### Студийные альбомы
- Story Never Told (TBA)

### Синглы
| Название                              | Год  | Высшая позиция в чарте | Высшая позиция в чарте | Высшая позиция в чарте | Сертификации | Альбом               |
| Название                              | Год  | US                     | US R&B                 | US Pop                 | Сертификации | Альбом               |
| ------------------------------------- | ---- | ---------------------- | ---------------------- | ---------------------- | ------------ | -------------------- |
| «Drop It Low» (featuring Chris Brown) | 2009 | 38                     | 33                     | 32                     |              | More Than a Game OST |

### Совместные синглы
| Название                                                     | Год  | Высшая позиция в чарте | Высшая позиция в чарте | Высшая позиция в чарте | Высшая позиция в чарте | Сертификации | Альбом             |
| Название                                                     | Год  | US                     | US R&B                 | US Pop                 | IRE                    | Сертификации | Альбом             |
| ------------------------------------------------------------ | ---- | ---------------------- | ---------------------- | ---------------------- | ---------------------- | ------------ | ------------------ |
| «Love Suicide» (Tinie Tempah featuring Ester Dean)           | 2011 | —                      | —                      | —                      | 7                      |              | Disc-Overy         |
| «Invincible» (MGK featuring Ester Dean)                      | 2011 | 108                    | 60                     | —                      | —                      |              | Lace Up            |
| «Super Bass» (Ники Минаж)                                    | 2011 | 8                      | 6                      | 3                      | —                      |              | Pink Friday        |
| «We’ve Only Just Begun» (Michael Woods featuring Ester Dean) | 2012 | —                      | —                      | —                      | —                      |              | Внеальбомный сингл |

### Музыкальные видеоклипы
| Год  | Название      | Режиссёр     | Ссылка |
| ---- | ------------- | ------------ | ------ |
| 2009 | «Drop It Low» | Джозеф Кан   |        |
| 2012 | «Invincible»  | Алекс Назари | [ 5 ]  |